# Reür
El Reür és un riu pirinenc, afluent del Segre per la dreta, format a Ur, per la unió dels rius d'Angostrina i de Brangolí. Travessa els termes comunals d'Ur i la Guingueta d'Ix i el terme municipal de Puigcerdà. També el podem trobar escrit com a Rahur.
El seu naixement se situa als Pirineus, al departament dels Pirineus-Orientals, al vessant sud-est del massís del Carlit, al peu de l'embassament de les Bulloses, a l'estany del Racó, a 2.005 m d'alçada.
Segons l'IGN, l'Angostrina conflueix amb el Brangolí a Ur, per formar el Reür, afluent del Segre a la Guingueta d'Ix, a 482m d'alçada. S'anomena Angostrina per sobre d'Ur i Reür, en la seva part inferior.
El seu curs, orientat de nord a sud, travessa quatre municipis de l'Alta Cerdanya: Angostrina i Vilanova de les Escaldes, Font-Romeu, Odeillo i Vià, i Ur, pel costat sud-oest d'aquesta comuna; i tot el límit occidental del terme de la Guingueta d'Ix, fins que s'aboca en el Segre a l'extrem sud-oest de la població de la Guingueta d'Ix; i un a la Baixa Cerdanya: Puigcerdà. El vessant dret del riu, des del pont de Llívia, fita 477; i fins a dues aigües, entre les fites 482 i 483, pertany al municipi de Puigcerdà.
El riu fa de límit entre el terme municipal de Puigcerdà i el terme comunal de la Guingueta d'Ix i, per tant, de les comarques de la Baixa Cerdanya i de l'Alta Cerdanya, respectivament. A més, des del Tractat dels Pirineus (1659), entre els estats espanyol i francès, també respectivament pel que fa a ambdues comarques esmentades.

## Afluents
El Reür té quatre afluents:
- el Rec del Mesclant d'Aigües, 7 km al municipi d'Angostrina i Vilanova de les Escaldes, amb un afluent: 
  - el Rec de l'Estany Llat, 4,6 km al municipi d'Angostrina i Vilanova de les Escaldes.
- el Rieral dels Estanyets, 5,8 km als municipis d'Angostrina i Vilanova de les Escaldes (confluència) i Dorres (naixement), amb un afluent:
  - el Rec de Carlit, 2,3 km als municipis d'Angostrina i Vilanova de les Escaldes (confluència) i Dorres (naixement).
- el Rec de Jueil, 2,3 km als municipis d'Angostrina i Vilanova de les Escaldes (confluència) i Dorres (naixement), amb un afluent: 
  - la Ribereta o Rec de Coma Armada, 5,1 km als municipis d'Angostrina i Vilanova de les Escaldes (confluència) i Dorres (naixement).
- el Riu de Brangoli, 11,3 km als municipis d'Enveig (naixement) i Ur (confluència), amb un afluent:
  - el Riu de Bena, 9,1 km només al municipi d'Enveig.

El seu número de Strahler és tres.